# Librevillea
Librevillea es un género monotípico de plantas de la subfamilia Caesalpinioideae de la familia de las legumbres Fabaceae. Su única especie: Librevillea klainei (Harms) Hoyle, es originaria de África.

## Descripción
Es un árbol que alcanza los 12-40 m de altura, con el fuste cilíndrico, a veces curvado, con 1,2 m de diámetro y con la corona grande, muy ramificada, tiene finos contrafuertes a 2 m, a veces es un arbusto.

## Distribución y hábitat
Se encuentra a los lados de los lagos, en los bosques húmedos caducifolios, en las riberas de los ríos, en los suelos arenosos cerca de las lagunas, en la tierra de inundación estacional detrás de los manglares, es muy frecuente en la región de Fernan Vaz en el que se produce masivamente, etc .. Se distribuye por Angola, Camerún y Gabón.